# Кандідо Муатетема Рівас
Кандідо Муатетема Рівас (ісп. Cándido Muatetema Rivas; 20 лютого 1960 — 16 червня 2014) — державний і політичний діяч Екваторіальної Гвінеї, прем'єр-міністр країни (2001–2004).

## Життєпис
Здобув ступінь у галузі фінансів та бухгалтерського обліку, закінчивши кубинський Університет Пінар-дель-Ріо. До 1991 року був головним бухгалтером у компанії CODIGET.

### Кар'єра
- 1992–1994 — глава казначейства Екваторіальної Гвінеї;
- 1994–1996 — державний секретар у справах молоді та спорту;
- 1996–2001 — заступник Генерального секретаря Демократичної партії Екваторіальної Гвінеї (PDGE). Обирався депутатом Палати народних представників і заступником її голови;
- 2000–2001 — віце-президент економічної комісії Торговельно-економічного союзу країн Центральної Африки (CEMAC);
- 2001–2004 — прем'єр-міністр Екваторіальної Гвінеї. В його кабінеті було 50 міністерських постів, більше, ніж у будь-якій іншій країні світу;
- з травня 2005 до своєї смерті — надзвичайний і повноважний посол Республіки Екваторіальна Гвінея у Німеччині.